# La ragazza con la valigia
La ragazza con la valigia em italiano / La fille à la valise em francês (A moça com a valise, no Brasil) é um filme franco-italiano de 1960, do gênero drama, dirigido por Valerio Zurlini, com roteiro de Leonardo Benvenuti, Piero De Bernardi, Enrico Medioli, Giuseppe Patroni Griffi e do próprio diretor.

## Sinopse
Abandonada pelo amante Marcello, a jovem Aida vai procurá-lo. Quando ela localiza seu endereço, ele pede a seu irmão Lorenzo que se livre dela, mas Aida e Lorenzo acabam se tornando amigos.

## Elenco
- Claudia Cardinale.... Aida Zepponi
- Jacques Perrin.... Lorenzo Mainardi
- Luciana Angiolillo.... mãe
- Renato Baldini.... Francia
- Riccardo Garrone.... Romolo
- Elsa Albani.... Lucia
- Corrado Pani.... Marcello Mainardi
- Gian Maria Volonté.... Piero
- Romolo Valli....padre
- Ciccio Barbi.... Crosia
- Nadia Bianchi.... Nuccia

## Principais prêmios e indicações
Festival de Cannes 1961 (França)
- Indicado à Palma de Ouro (melhor filme).